# Attende, Domine

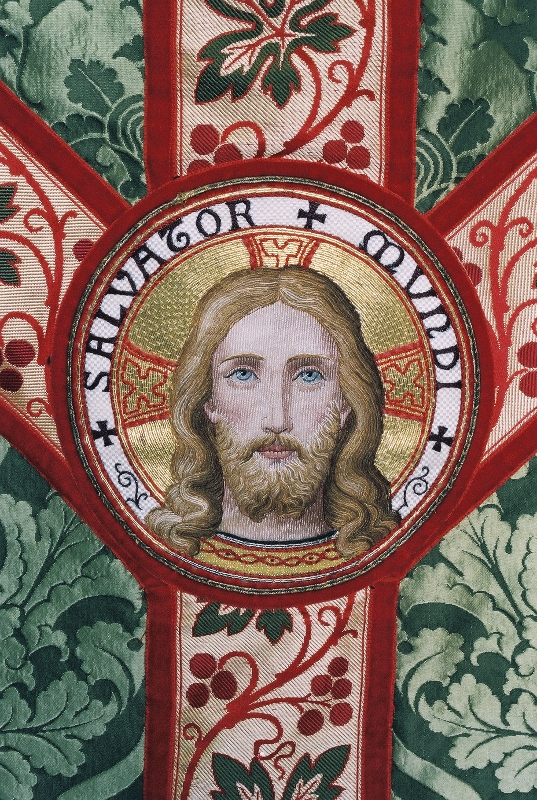
Représentation

Attende, Domine est un chant liturgique chrétien pour la période du Carême, appelé en anglais Lent Prose, correspondant au Rorate cæli, lequel est connu comme la prose de l'Avent. Les thèmes de cet hymne sont la nature pécheresse de l'homme et la miséricorde de Dieu, un concept théologique mis en valeur pendant le Carême.

## Composition
La mélodie d'Attende Domine est un plain-chant musical créé au début du XIXe siècle. Il comprend un court refrain – Atténde Dómine, et miserére, quia peccávimus tibi – répété entre des vers plus longs. En raison de sa grande popularité, il fut inclus dans les livres de Solesmes au XXe siècle, mais au prix de deux modifications : il fut privé de son rythme originel de plain-chant gallican, et ses versets français primitifs, inspirés de l'Écriture, furent remplacés par le texte d'un ancien rythme litanique versifié de la liturgie hispanique. Les paroles actuelles sont adaptées des Preces de l'office de sexte du mercredi de la cinquième semaine de Carême dans le rite mozarabe qui remonte au Xe siècle, sur lequel les moines de Solesmes composèrent une nouvelle mélodie suivant une mélodie grégorienne Mode V.
Dans les années 1950, le chanoine français Gaston Roussel harmonise le refrain de l'Attende en quatre parties, confiant le chant liturgique à la basse et conservant le rythme traditionnel du plain-chant parisien car les vers mozarabes n'étaient pas harmonisés. En 1962, Domenico Bartolucci, directeur permanent du Chœur pontifical de la chapelle Sixtine, compose un autre arrangement encore chanté aujourd'hui à la basilique Saint-Pierre.

## Texte
℟. Attende, Domine, et miserere, quia peccavimus tibi.
1. Ad te Rex summe, rédempteur de l'omnium,
oculos nostros sublevamus flentes :
exaudi, Christe, supplicantum preces. ℟.
2. Dextera Patris, lapis angulaire,
via salutis, ianua caelestis,
nos macules bleues délictueuses. ℟.
3. Rogamus, Deus, tuam maiestatem :
auribus sacris gemitus exaudi :
crime nostra placidus se livre. ℟.
4. Tibi fatemur criminina admissa :
contrito corde pandimus occulta :
tua Rédempteur, pietas ignoscat. ℟.
5. Innocens captus, nca repugnans ductus,
testibus falsis pro impiis damnatus :
quos redemisti, tu conserva, Christe. ℟.

### Français
℟. Écoute-nous, ô Seigneur puissant, montre-nous ta miséricorde : pécheurs, nous nous tenons devant toi.
1. À toi, Rédempteur, sur ton trône de gloire :
Nous levons nos yeux en pleurs dans de saintes supplications :
 Écoute, ô Jésus, nos supplications. ℟.
2. Ô toi, pierre angulaire, main droite du Père,
chemin du salut, porte de la vie céleste :
Purifie nos âmes pécheresses de toute souillure. ℟.
3. Dieu, nous t'en supplions, assis dans ta gloire :
Incline-toi et écoute tes enfants qui pleurent.
Aie pitié et pardonne toutes nos fautes graves. ℟.
4. Nous déposons maintenant devant toi les péchés souvent commis :
Avec une véritable contrition, nous ne les voilons plus :
Accorde-nous, Rédempteur, l'absolution pleine d'amour. ℟.
5. Innocent, captif, pris sans résistance :
Accusé à tort et condamné pour nous, pécheurs,
Sauve-nous, nous t'en prions, Jésus notre Rédempteur. ℟.

Traduction libre à partir d'une adaptation de W. J. Birkbeck dans The English Hymnal.